# Leahy (település)
Leahy az Amerikai Egyesült Államok északnyugati részén, Washington állam Douglas megyéjében elhelyezkedő önkormányzat nélküli település.
Leahy postahivatala 1892 és 1943 között működött.